# Перо Попивода
Перо Попивода (Љешев Стуб, код Цетиња, 1916 — 1979), учесник Народноослободилачке борбе и генерал-мајор совјетске авијације.

## Биографија
Рођен је 1916. године у селу Љешев стуб, код Цетиња и потиче из племена Бјелице. 
Пре Другог светског рата радио је као војни чиновник официрског ранга у Ратној морнарици Југословенске војске. 
По избијању Другог светског рата, 1941. године прикључио се Народноослободилачкој војсци Југославије. Најпре је био заменик команданта Ловћенског батаљона за операције у Санџаку, а потом интендант Главне интендуре Врховног штаба. 
Новембра 1942. године је са групом војних руководилаца, од стране Врховног штаба НОВ и ПОЈ био упућен у Словенију, где је обављао дужности: 
- начелника Штаба Прве словеначке пролетерске ударне бригаде „Тоне Томшич“
- начелника Четрнаесте словеначке дивизије,
- команданта Оперативне зоне Главног штаба НОВ и ПО Словеније
- команданта Петнаесте словеначке дивизије
- команданта Седмог словеначког корпуса

Године 1944. унапређен је у чин пуковника, а по преласку у Србију, постављен је за команданта 22. српске дивизије. 
После завршетка рата, 1945. године био је упућен у Совјетски Савез где је две године провео на школовању. За време школовања оженио се Киром Глигорјевном, ћерком совјетског генерала и са њом добио сина.
По повратку у Југославију постављен је за начелника Оперативне управе Ратног ваздухопловства и унапређен у чин генерал-мајора. 
Године 1948. после доношења Резолуције Информбироа и заоштравања односа између Југославије и Совјетског Савеза, одлучио се да емигрира у Совјетски Савез. Дана 16. августа, са земунског аеродрома је школским авионом Поликарпов По-2 одлетео за Румунију. Спустио се код Темишвара и другим авионом одлетео за Москву, док је овај авион враћен Југословенској армији.
По доласку у Москву, примљен је у Совјетску армију и признат му је чин генерал-мајора авијације. 
Био је носилац је Партизанске споменице 1941. и Ордена партизанске звезде, којих је лишен 1948. због дезертирања из Југословенске армије. Носилац је и више совјетских одликовања.
Умро је 1979. године у Совјетском Савезу.
Године 1951. његов брат Владо је поновио његов потез и заједно са још тројицом чланова посаде, авионом пребегао из Југославије.
После доласка у Москву постао је водећи групе југословенских политичких емиграната у Совјетском савезу. Од 1951 био је на челу Координационог центра југословенске политичке емиграције, који је надзирао све групе емиграната у земљама тако зване народне демократије. Од априла 1953. води као председник „Савез патриота који се боре за ослобођење народа Југославије од фашистичке клике Тита-Ранковића и империјалистичког угњетавања“, док тај савез није био у октобру 1954. укинут од совјетских власти у току нормализације односа са Југославијом.
Касније живи у Москви, где се насупрот радикалној струји емиграната залагао за поштовање сваке совјетске политике према Југославији.